# 卡梅倫縣 (德克薩斯州)
卡梅倫縣（英語：Cameron County）是美国德克萨斯州最南部的一個縣，格蘭德河在南界（同時是美墨邊界）注入墨西哥湾，面積3,306平方公里。根據2020年美國人口普查，共有人口42萬1,017人。縣治布朗斯維爾（Brownsville）。該縣成立於1848年2月12日，縣政府成立於9月11日；縣名紀念美墨戰爭時期的上校尤恩·卡梅倫。